# Muzică latino

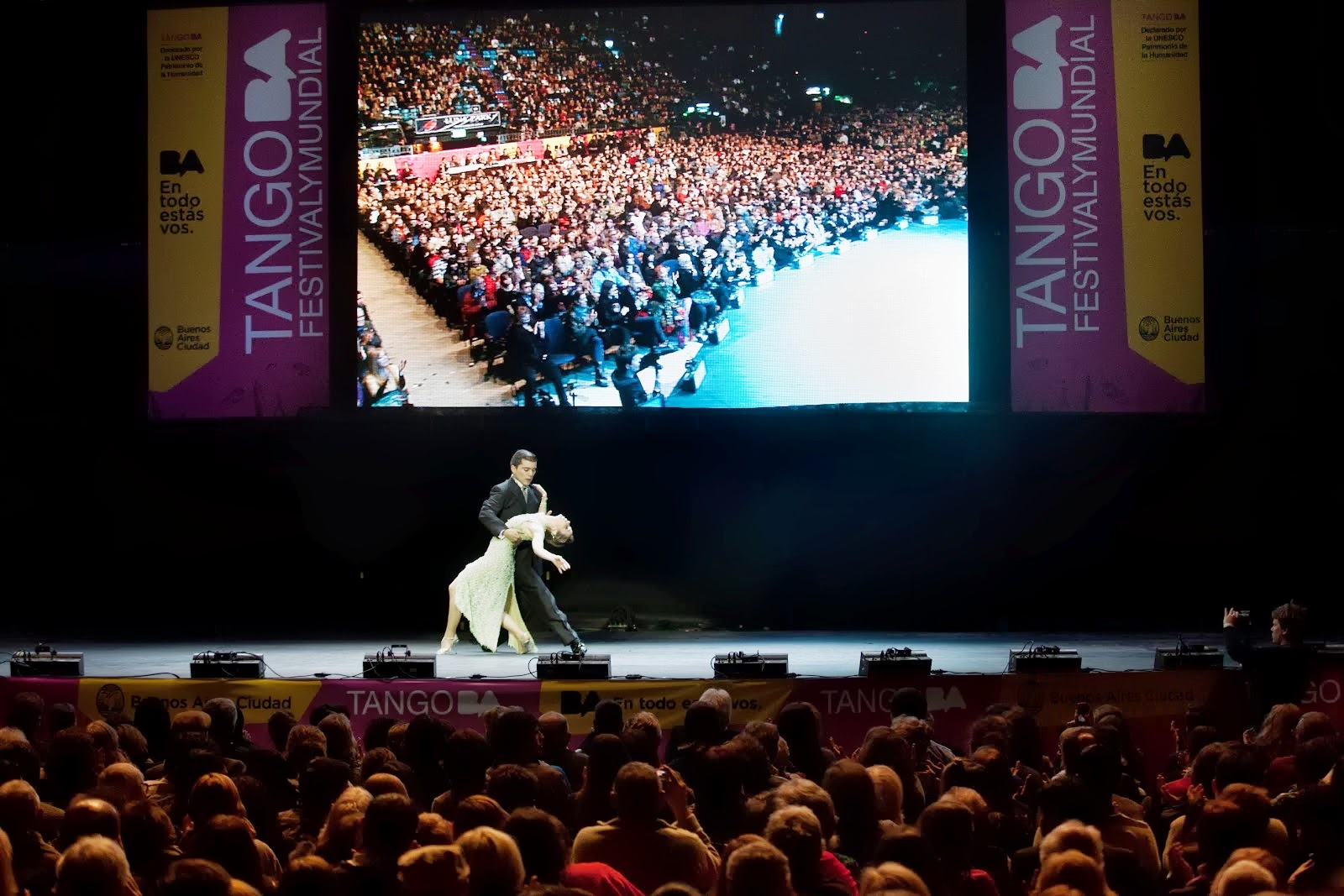
Tango.

Muzica latino este un nume generic pentru diferite stiluri muzicale din America Latină, având și o contribuție deosebită în cadrul culturii muzicale.